# Amerongen
Amerongen is een dorp in de Nederlandse provincie Utrecht, deel van de gemeente Utrechtse Heuvelrug, gelegen aan de voet van de Amerongse Berg nabij de Nederrijn in het zuidoosten van de provincie. De Utrechtse Heuvelrug is sinds 2003 een nationaal park. 
Tot 1 januari 2006 was Amerongen een zelfstandige gemeente, waaronder ook de kernen Elst (gedeeltelijk) en Overberg vielen. Sindsdien is het dorp onderdeel van de gemeente Utrechtse Heuvelrug, bestaande uit Amerongen, Leersum, Doorn, Maarn, Overberg, Maarsbergen en Driebergen-Rijsenburg. Bij deze gemeentelijke herindeling is het Amerongse deel van Elst bij de gemeente Rhenen gevoegd. De vroegere gemeente had een oppervlakte van 3040 ha. 
In 2023 heeft Amerongen 5.495 inwoners.

## Geschiedenis
De naam Amerongen wordt voor het eerst genoemd in 1126. In de middeleeuwen was de heerlijkheid Amerongen twee-herig. Zowel het geslacht Abcoude als de domproosdij van Utrecht bezaten een aandeel. Uiteindelijk vond er een verdeling van het gerecht plaats, waarbij de domproost in het bezit van Leersum kwam en de heren van Reede het andere deel kregen. De domproost verkocht zijn deel in 1632 aan stadhouder Frederik Hendrik.
Tijdens de Tachtigjarige Oorlog vindt op 23 juni 1585 de slag bij Amerongen plaats. Door verraad van de twee zonen van graaf Willem IV van den Bergh worden de Staatse troepen onder aanvoering van Adolf van Nieuwenaer, graaf van Meurs (stadhouder van Utrecht), Maarten Schenk van Nydeggen, Joost de Soete, heer van Villers (ook Villiers), door de Spaanse troepen onder bevel van gouverneur Johan Baptiste van Taxis van Zutphen, vernietigend verslagen. Joost de Soete wordt hierbij gevangengenomen; hij wordt later tegen een hoog losgeld weer vrijgelaten.
Naast de oude begraafplaats ligt de Galgenberg, waar de galg stond. De galg was het symbool van de hoge heerlijkheid. De heer van Amerongen kon lange tijd de doodstraf uitspreken. Er ging waarschijnlijk een afschrikkende werking uit van de galg: "niet om te doden, maar om te tonen”. De enige doodstraf die overigens in Amerongen werd voltrokken was in 1687. Het was een executie met het zwaard op een voor de gelegenheid gebouwd schavot. Tijdens de Franse tijd werd de galg weggehaald. De grondwet van 1848 maakt een einde aan het privilege van de hoge heerlijkheid. Rond 1880 worden de fundamenten van de galg ontdekt bij de aanleg van een ijskelder, honderd jaar later worden ze weer opgegraven en gerestaureerd.
Amerongen was een agrarische gemeenschap. De schapen op de heidevelden van de Heuvelrug leverden de mest voor de akkers. Na de bedijking waren de uiterwaarden met vruchtbare rivierklei eveneens geschikt voor landbouw. Vanaf de 17de tot de 20ste eeuw kende Amerongen tabaksteelt. Het dorp telt nog een tiental karakteristieke tabaksschuren uit deze tijd.

## Bezienswaardigheden
Een deel van het dorp is een beschermd dorpsgezicht, samen met de uitbreiding. Verder zijn er in het dorp vele rijksmonumenten en gemeentelijke monumenten gelegen.
Kasteel Amerongen ligt net ten zuiden van het dorp tegen de uiterwaarden. Dit kasteel is in het rampjaar 1672 geheel verwoest door de Fransen en in de stijl van de zeventiende eeuw weer opgebouwd. De laatste keizer van Duitsland, Wilhelm II, heeft anderhalf jaar op het kasteel gelogeerd voordat hij naar Huize Doorn verhuisde. Op 28 november 1918 tekende hij op Kasteel Amerongen zijn abdicatie. Het kasteel is tegenwoordig een museum omringd door een kasteeltuin.
Aan het Hof en vlak bij Kasteel Amerongen staat de Andrieskerk, een laatgotische kerk waarvan de bouwstijl grotendeels is afgeleid van de Utrechtse Domtoren, zoals in Amersfoort, Wijk bij Duurstede, Rhenen, Soest, Loenen en Eemnes-Buiten. Met de laatste drie kerken vertoont hij een zeer sterke verwantschap.  Aan het Hof is ook het voormalige gemeentehuis gelegen. Even ten noorden van het Hof, richting het Dorpshuisplein, vindt men het Tabaksmuseum. In dit museum staan de geschiedenis en technieken van de tabaksteelt centraal.
Vier kilometer ten zuidwesten van het dorp bevindt zich het Stuw- en sluizencomplex Amerongen in de Nederrijn.
In de omgeving van Amerongen bevinden zich de Amerongse Berg, de Hazenberg, de Vlakke Berg, de Geerenberg, de Zuilensteinse Berg en de Galgenberg. De Amerongse Berg, met een hoogte van 69,2 meter boven NAP, is het hoogste punt van de provincie Utrecht.

## Foto's

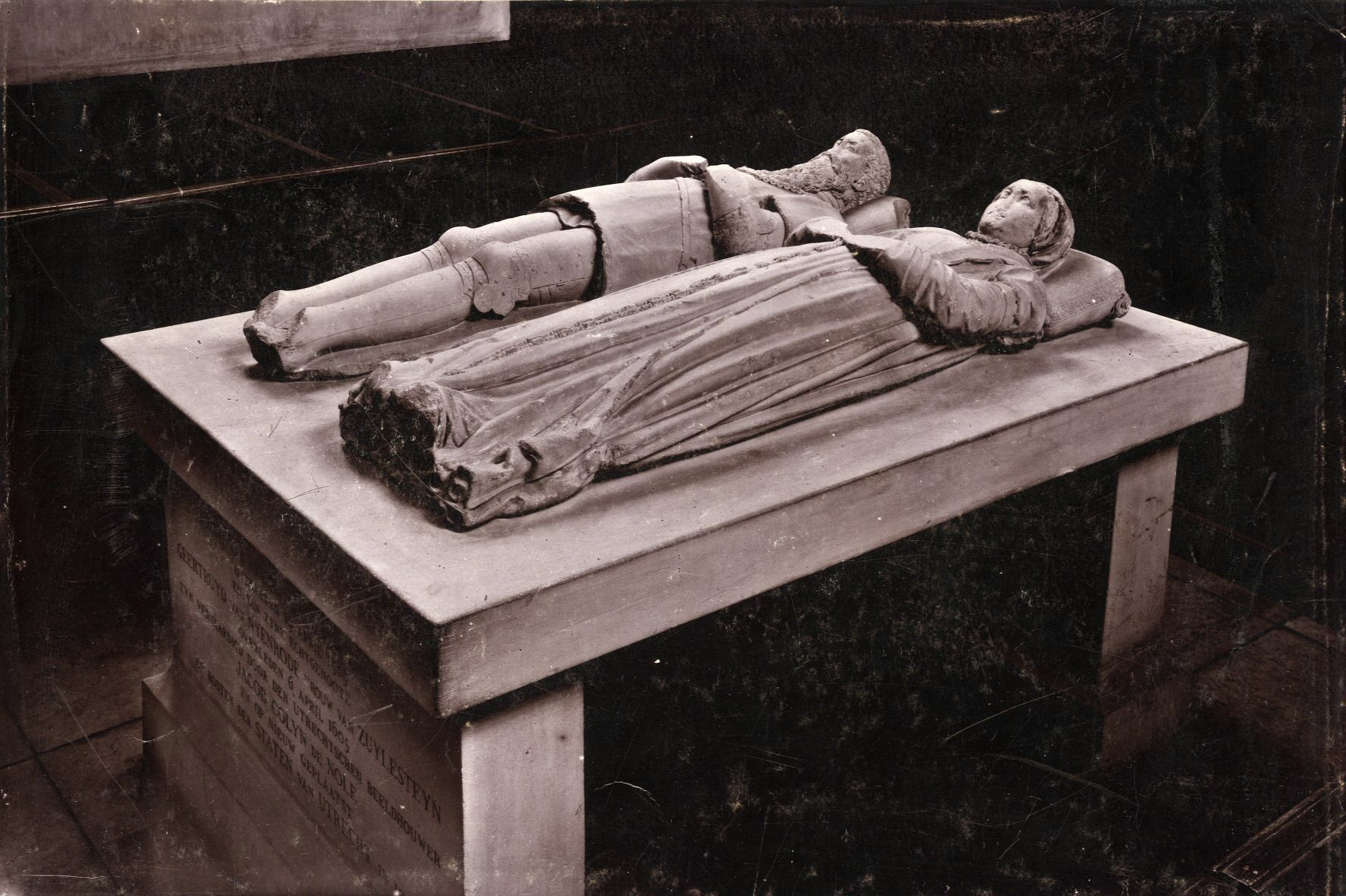
Goert van Reede en Geertruid van Nijenrode
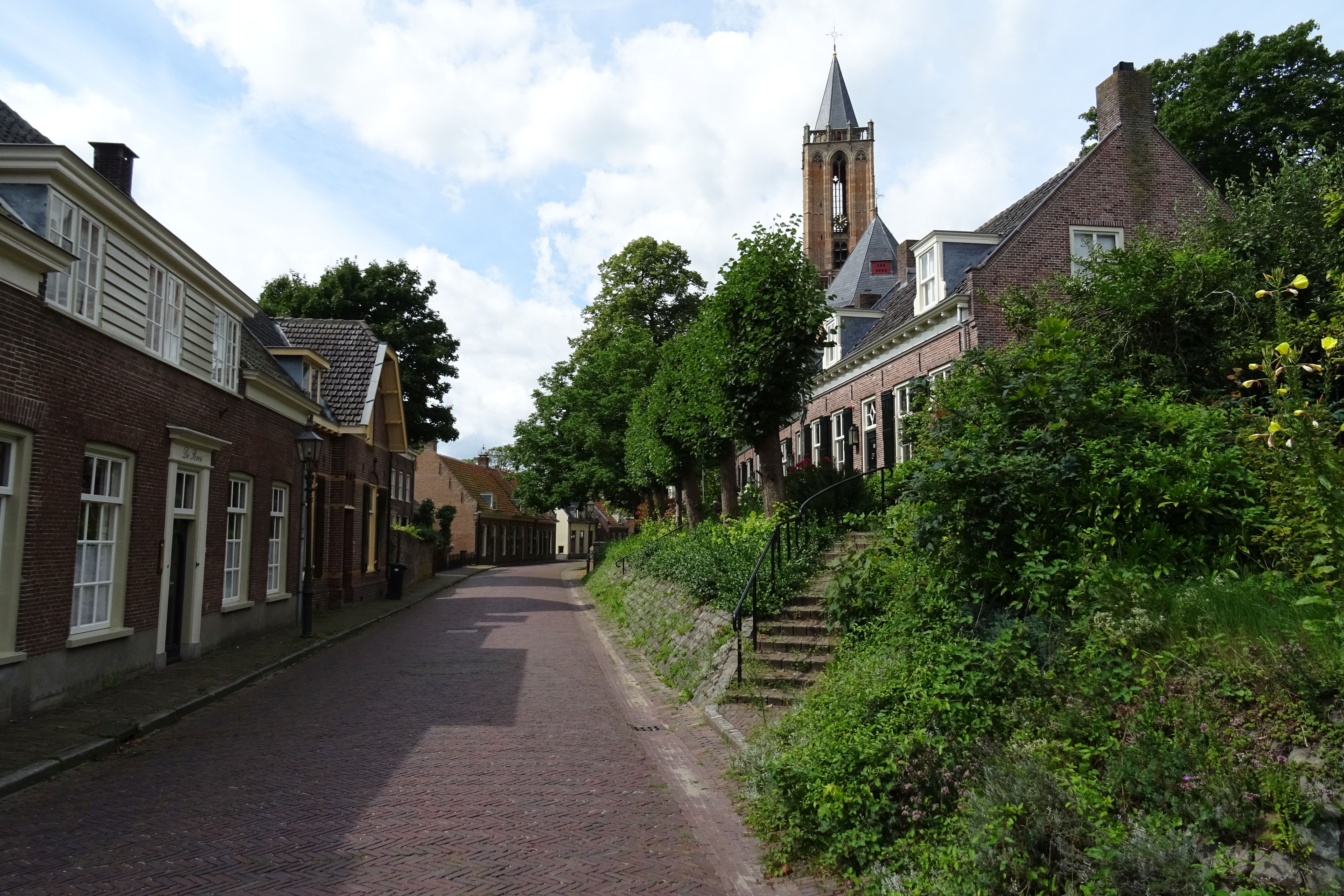
Nederstraat met Andrieskerk
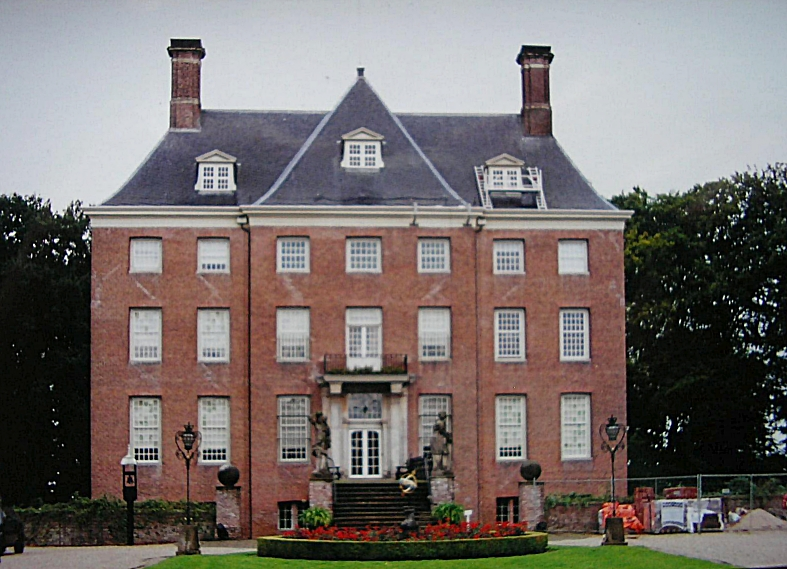
Buitenplaats Amerongen
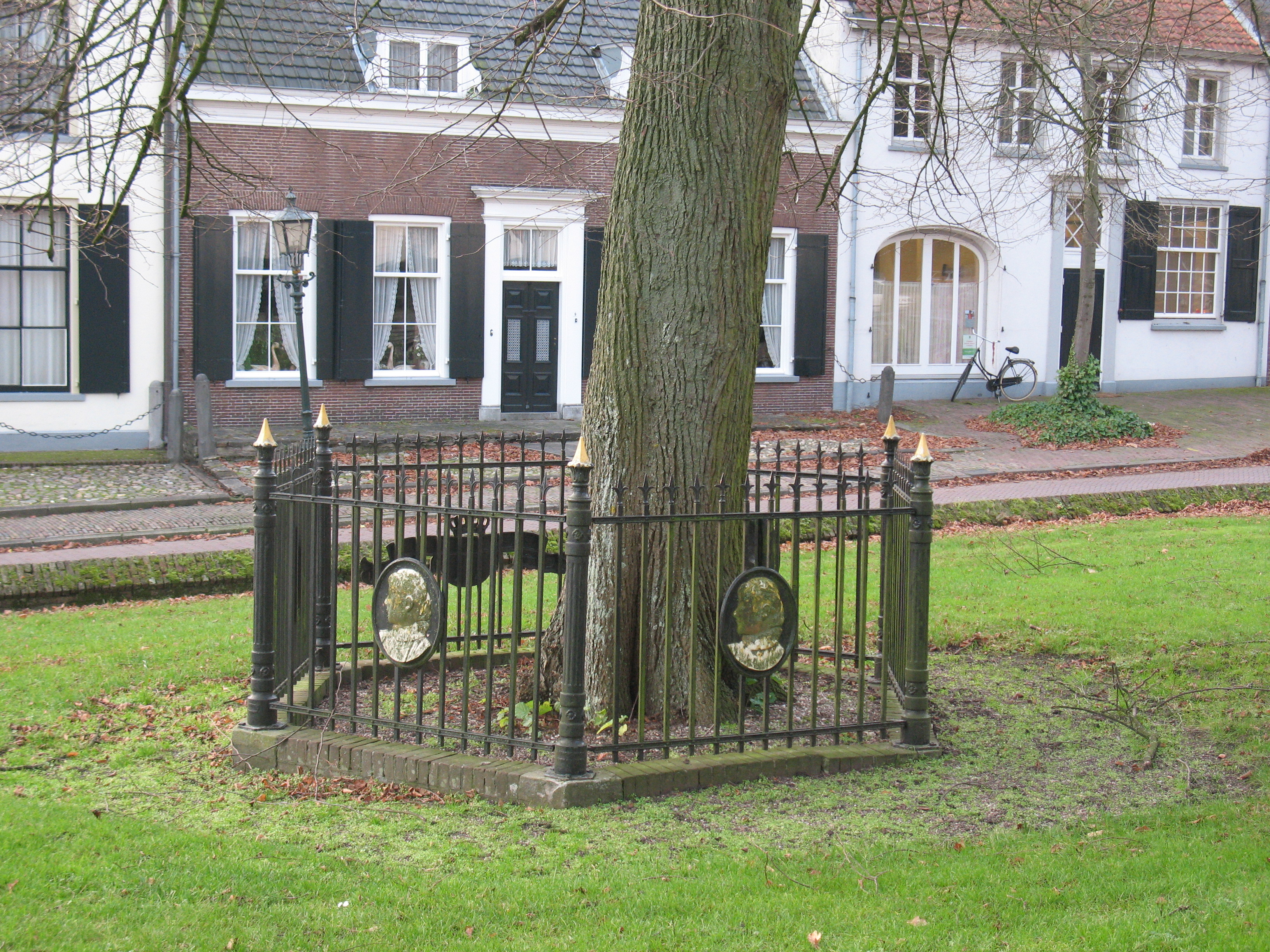
De Hof
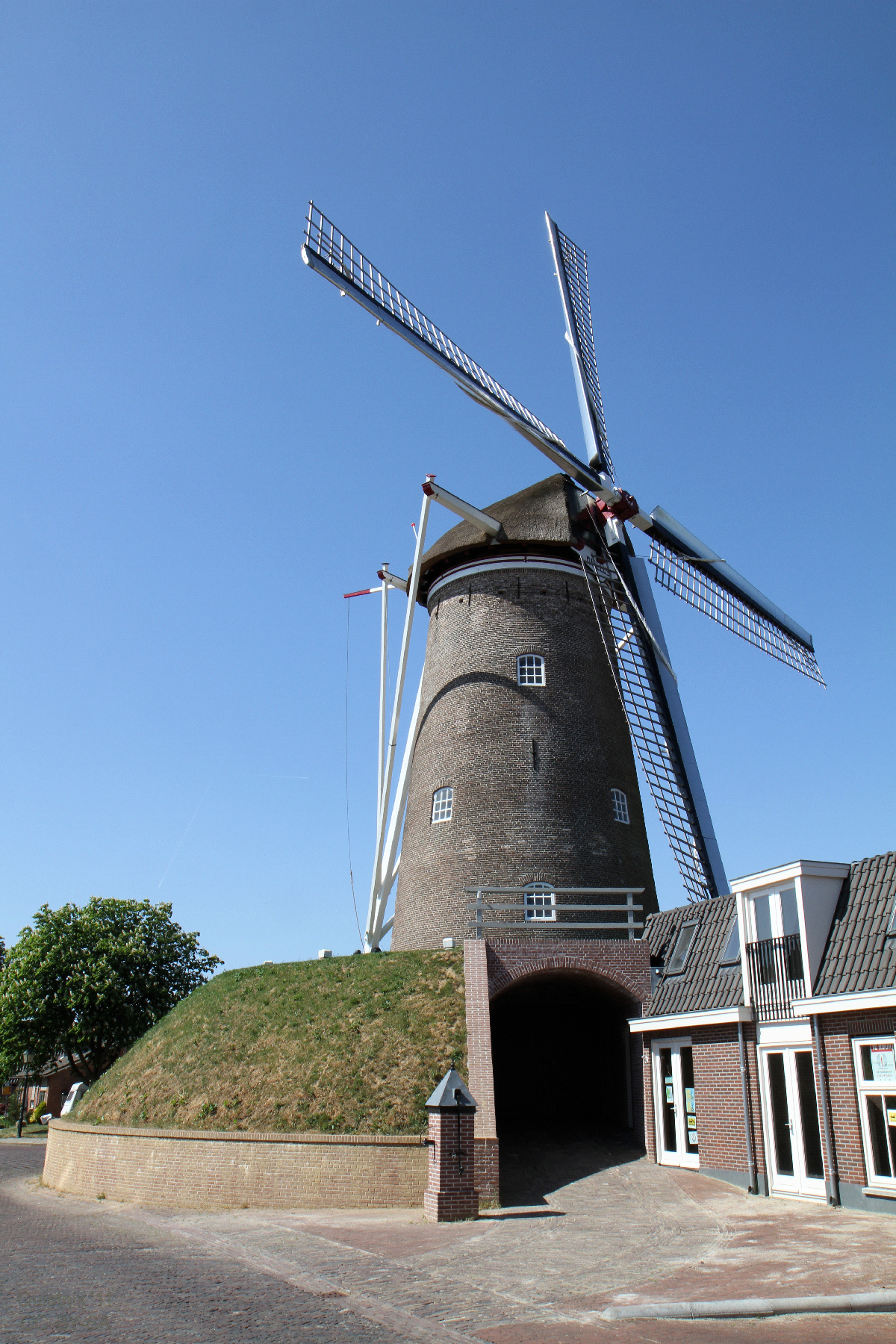
Molen Maallust
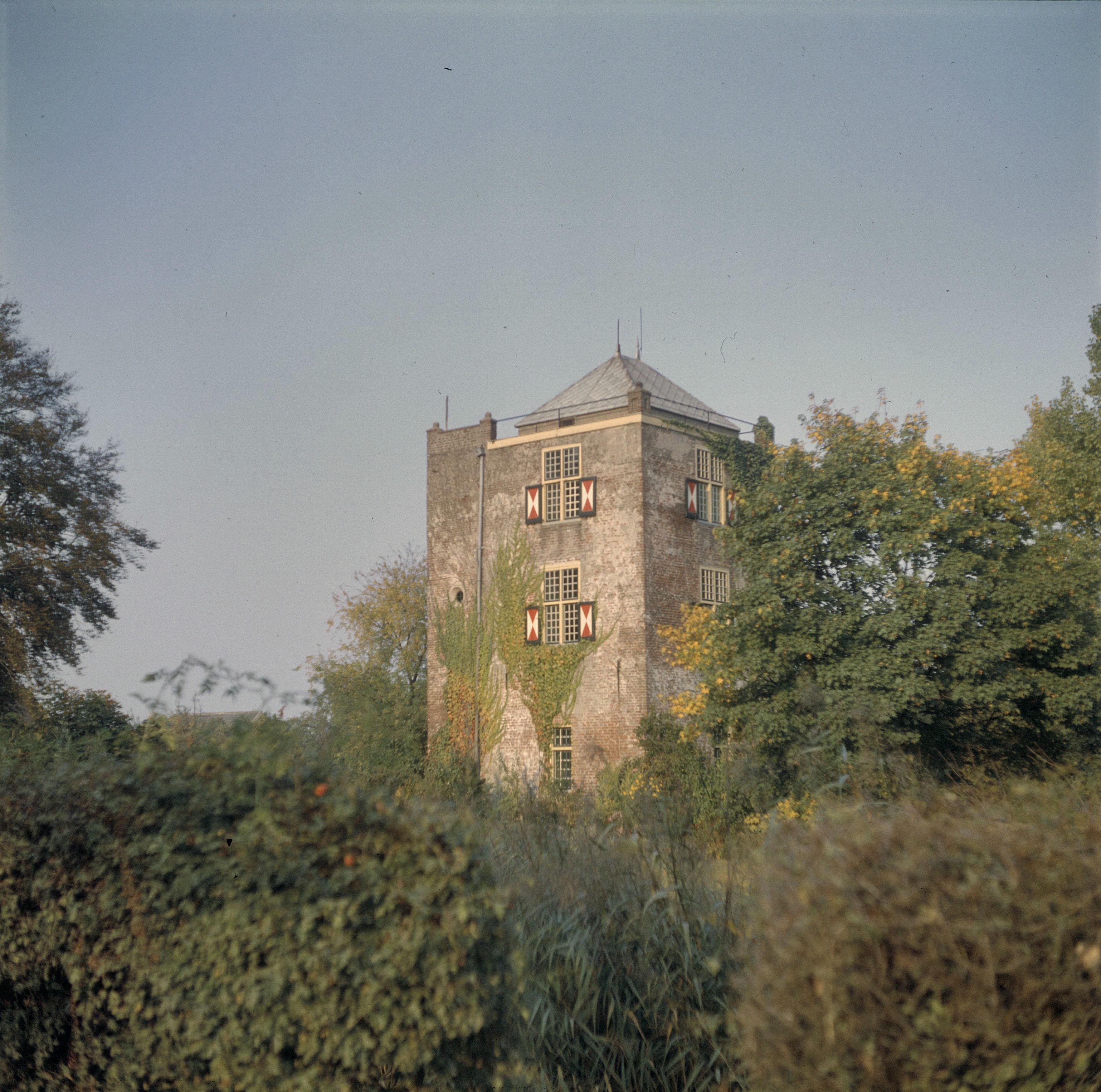
Woontoren Natewisch
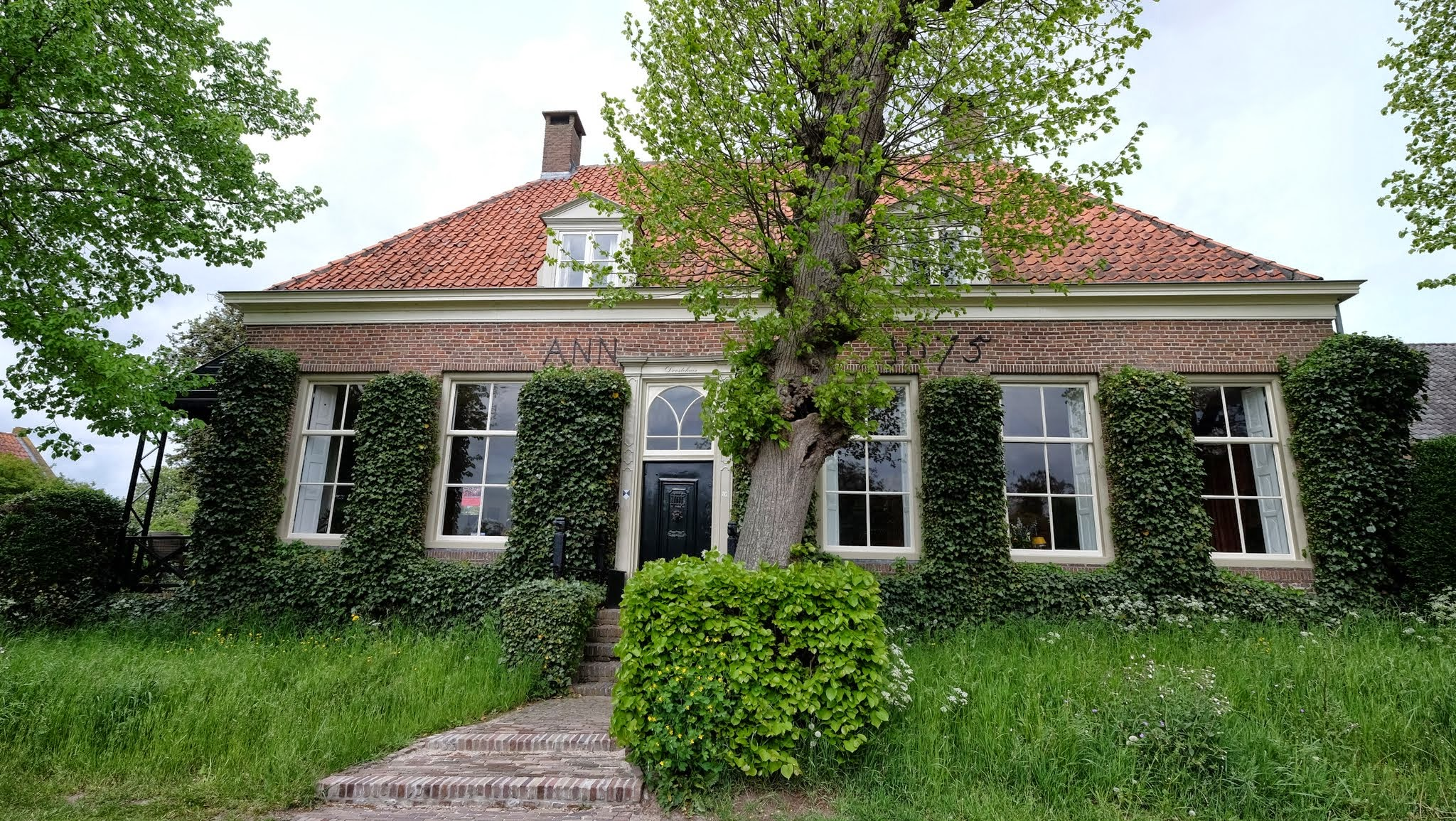
Drostehuis
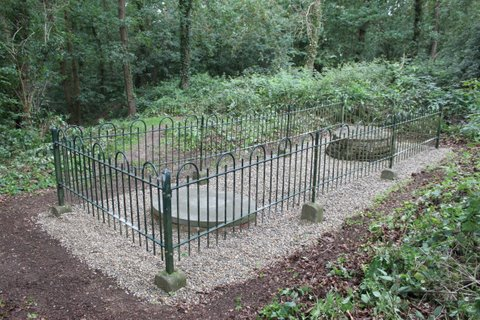
Galgfundament

## Projecten
In Amerongen zijn in de periode 2005-2020 een tweetal belangrijke projecten voor het dorp ontwikkeld. In het noordelijk deel komt een multifunctioneel centrum, met centrumfunctie voor het gehele dorp de Allemanswaard. Daarbij behoren ruim honderd woningen. 
In het zuidelijk deel (het oude dorp) is het project Molenterrein ontwikkeld, met 35 woningen. Op dit terrein staat ook "Maallust", de enige beltmolen van de provincie Utrecht, die in 2010 in het kader van dit project is verplaatst en daarbij grondig is gerestaureerd. De molen kreeg zijn wieken weer terug die men in de jaren 30 van de twintigste eeuw had verwijderd. 

## Sport
Op zaterdag 20 augustus 2022 liep de route van de tweede etappe (van 's-Hertogenbosch naar Utrecht) van de Ronde van Spanje 2022 door Amerongen. Op de Amerongse Berg waren de enige bergpunten van de etappe te behalen.

## (Oud) bewoners
- Godard Adriaan van Reede (1621-1691), diplomaat
- Godard van Reede (1644-1703), generaal en veldmaarschalk
- Tieleman Albertus Otto de Ridder (1843-1914), burgemeester van Katwijk
- Constantijn Willem Ferdinand Mackay (1870-1955), politicus (was o.a. burgemeester van Ermelo)
- Jops Reeman (1886-1959), voetballer
- Joop Holsbergen (1895-1990), tekenaar, schilder en beeldhouwer
- Johan Veenhof (1933-1999), schrijver
- Jan van Zomeren (1952), politicus, burgemeester
- Zeger Tollenaar (1953), voetballer
- Joke Reijnders (1971), schrijfster van jeugdliteratuur
- Nicky Romero (1989), diskjockey
- Stijn Taverne (1996), acteur
- Karel Prior (1924-1997), radiopresentator, televisieregisseur en producer
- Dirk Henri Peereboom Voller (1911-2000), burgemeester van Aalsmeer en Bloemendaal

## Waar lang geleên de Batavier

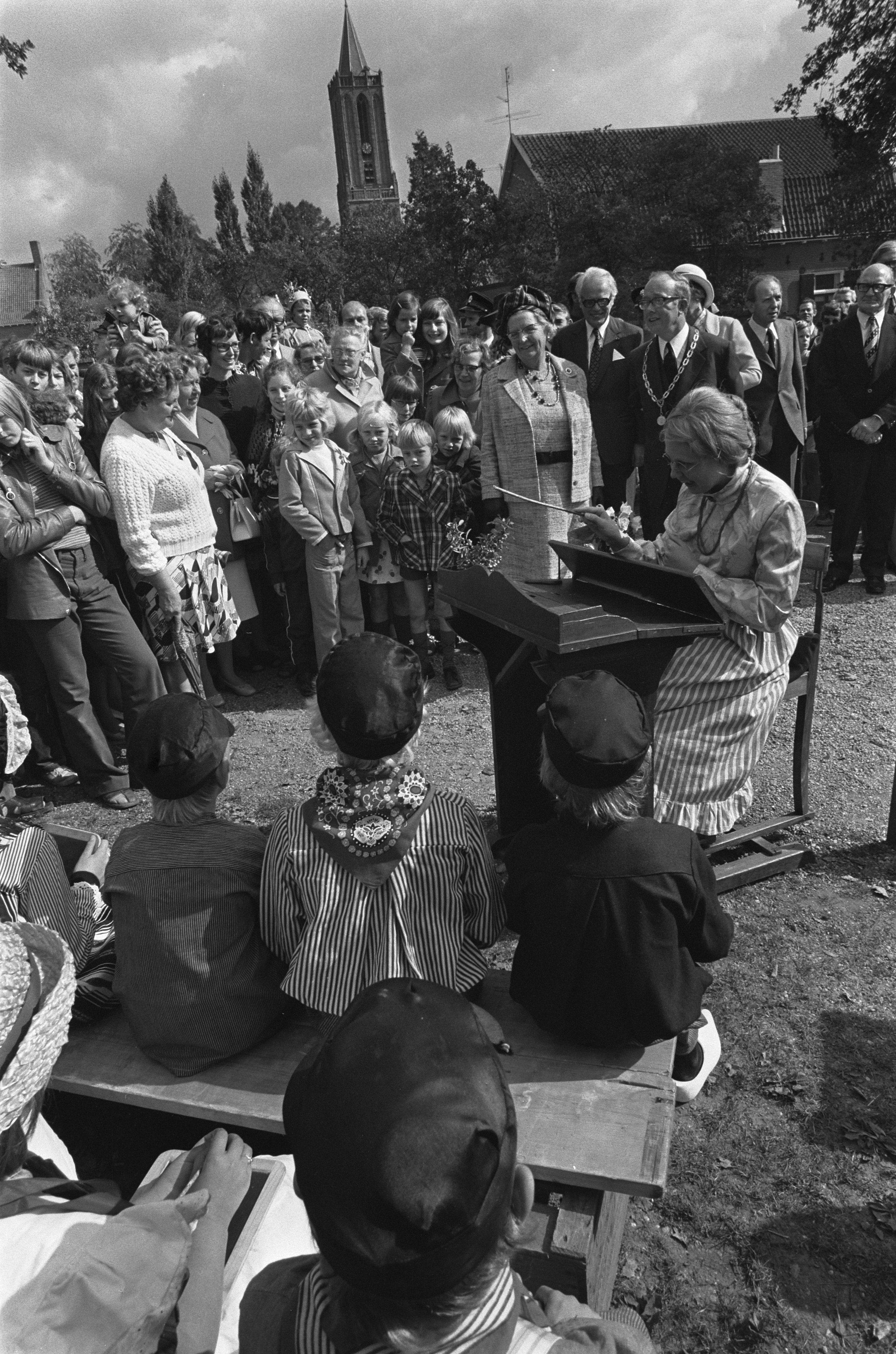
Koningin Juliana in Amerongen, 20 september 1974. Verklede kinderen zingen een lied, gedirigeerd door de onderwijzeres achter de lessenaar.

Het Amerongse volkslied Waar lang geleên de Batavier is in of kort voor 1929 gepubliceerd door T. Visser, onderwijzer en de vader van de plaatselijk bekende onderwijzer, organist en dirigent Gé Visser. Die herschreef de melodie voor muziekvereniging Ons Genoegen. Het werd op grammofoonplaat gezet om opgevoerd te worden bij een bezoek van koningin Juliana in 1974.
Het lied brengt Amerongen in verband met de deugden van de Batavieren, noemt de groene locatie aan de Rijn en sluit af met een hulde aan het koningshuis.
De beginregels:

Waar lang geleên de Batavier

eens leefde frank en vrij,

daar ligt nu Amerongen fier

hun nazaat dat zijn wij.

## Naslag en externe links
- Amerongen op website gemeente Utrechtse Heuvelrug
- Lijst van burgemeesters van Amerongen
- Geschiedenis van Amerongen, Overberg en Elst op de website van het  Regionaal Historisch Centrum Zuidoost Utrecht
- L.P. van Putten, Amerongen, een 'aenzienlijck vleck' (Utrecht 2013)
- Leonard H. Schreuders, Roomse Buren en Gereformeerde Heerlijkheid in Amerongen(2022) ISBN 978-94-93303-01-0
- Lijst van rijksmonumenten in Amerongen
- Lijst van gemeentelijke monumenten in Amerongen
- http://www.openmonumentendagamerongen.nl/
- Lijst van beelden in Utrechtse Heuvelrug

Dorpen: Amerongen · Doorn · Driebergen-Rijsenburg · Leersum · Maarn · Maarsbergen · Overberg

Buurtschappen: Beerschoten · Boswijk · Breedeveen · Darthuizen · De Groep (deels) · Haagje · Haspel · Oud Rijsenburg · Palmstad · Sterkenburg · Valkenheide

Provincie Utrecht · Plaatsen in de provincie